# Wikariat Ariano
Wikariat Ariano – jeden z 4 wikariatów rzymskokatolickiej diecezji Ariano Irpino-Lacedonia we Włoszech.
Według stanu na wrzesień 2017 w skład wikariatu Ariano wchodziło 17 parafii rzymskokatolickich.

## Lista parafii
Źródło:
| Lp. | Miejscowość   | Parafia                                        | Grafika | Kościół                                                        | Adres | Proboszcz |
| --- | ------------- | ---------------------------------------------- | ------- | -------------------------------------------------------------- | ----- | --------- |
| 1   | Ariano Irpino | Parafia Wniebowzięcia Najświętszej Maryi Panny |         | Katedra Wniebowzięcia Najświętszej Maryi Panny w Ariano Irpino |       |           |
| 2   |               | Parafia Madonna del Carmine                    |         | Kościół Madonna del Carmine                                    |       |           |
| 3   | Ariano Irpino | Parafia Matki Bożej Fatimskiej w Ariano Irpino |         | Kościół Matki Bożej Fatimskiej w Ariano Irpino                 |       |           |
| 4   | Ariano Irpino | Parafia św. Barbary                            |         | Kościół św. Barbary w Ariano Irpino                            |       |           |
| 5   | Ariano Irpino | Parafia św. Jana Chrzciciela                   |         | Kościół św. Jana Chrzciciela w Ariano Irpino                   |       |           |
| 6   | Ariano Irpino | Parafia św. Jana Ewangelisty                   |         | Kościół św. Jana Ewangelisty w Ariano Irpino                   |       |           |
| 7   | Ariano Irpino | Parafia św. Józefa Oblubieńca                  |         | Kościół św. Józefa Oblubieńca w Ariano Irpino                  |       |           |
| 8   | Ariano Irpino | Parafia św. Liberata, biskupa i męczennika     |         | Kościół św. Liberata w Ariano Irpino                           |       |           |
| 9   | Ariano Irpino | Parafia Najświętszej Maryi Panny Dobrej Rady   |         | Kościół Najświętszej Maryi Panny Dobrej Rady w Ariano Irpino   |       |           |
| 10  | Villanova     | Parafia Wniebowzięcia Najświętszej Maryi Panny |         | Kościół Wniebowzięcia Najświętszej Maryi Panny w Villanova     |       |           |
| 11  | Ariano Irpino | Parafia Najświętszej Maryi Panny Męczenników   |         | Kościół Najświętszej Maryi Panny Męczenników w Ariano Irpino   |       |           |
| 12  | Orneta        | Parafia Matki Bożej Łaskawej                   |         | Kościół Matki Bożej Łaskawej w Orneta                          |       |           |
| 13  | Guardia       | Parafia św. Piotra Apostoła                    |         | Kościół św. Piotra Apostoła w Guardia                          |       |           |
| 14  | Tressanti     | Parafia św. Teresy od Dzieciątka Jezus         |         | Kościół św. Teresy od Dzieciątka Jezus w Tressanti             |       |           |
| 15  | Ariano Irpino | Parafia św. Wincentego Pallottiego             |         | Kościół św. Wincentego Pallottiego w Ariano Irpino             |       |           |
| 16  | Manna         | Parafia Wniebowzięcia Najświętszej Maryi Panny |         | Kościół Wniebowzięcia Najświętszej Maryi Panny w Manna         |       |           |
| 17  | Zungoli       | Parafia Wniebowzięcia Najświętszej Maryi Panny |         | Kościół Wniebowzięcia Najświętszej Maryi Panny w Zungoli       |       |           |